# Arthur De Sweemer
Arthur Julien De Sweemer (Gent, 17 oktober 1903 - 20 maart 1986) was een Belgisch volksvertegenwoordiger.

## Levensloop
De Sweemer was journalist. Van 1945 tot 1947 was hij gemeenteraadslid van Sint-Amandsberg.
In 1946 werd hij socialistisch volksvertegenwoordiger voor het arrondissement Gent-Eeklo en was dit tot in 1965.